# Lena Ostermeier
Lena Ostermeier (Schwerte, 1 oktober 1996) is een voetbalspeelster uit Duitsland. Ze speelt als middenvelder voor SG Essen-Schönebeck in de Bundesliga.

## Clubcarrière
Ostermeier begon met voetballen in Dortmund bij Sportfreunde Sölderholz 1893 en doorliep aldaar meerdere jeugdelftallen. In de zomer van 2012 maakte Ostermeier de overstap van de B-junioren van SF Sölderholz 1893 naar SG Essen-Schönebeck. Hier speelde ze eveneens jn de B-junioren in de nieuwe opgerichte Bundesliga West/Zuidwest. Door meerdere blessuregevallen binnen haar selectie, werd Ostermeier begin 2013 gepromoveerd van het onder 17 team naar de hoofdmacht van SG Essen-Schönebeck.
Op 31 maart 2013 maakte Ostermeier op zestienjarige leeftijd haar debuut in de Bundesliga in een uitwedstrijd tegen VfL Wolfsburg waarin ze als invalster voor Linda Dallmann in de 89ste minuut binnen de lijnen kwam.
In het seizoen 2023/24 maakte Ostermeier het winnende doelpunt in een 0-1 uitoverwinning op 1. FC Köln.

## Statistieken
| Seizoen | Club                | Land      | Competitie | Wedstrijden | Doelpunten |
| ------- | ------------------- | --------- | ---------- | ----------- | ---------- |
| 2012/13 | SG Essen-Schönebeck | Duitsland | Bundesliga | 1           | 0          |
| 2013/14 | SG Essen-Schönebeck | Duitsland | Bundesliga | 13          | 0          |
| 2014/15 | SG Essen-Schönebeck | Duitsland | Bundesliga | 4           | 0          |
| 2015/16 | SG Essen-Schönebeck | Duitsland | Bundesliga | 6           | 0          |
| 2016/17 | SG Essen-Schönebeck | Duitsland | Bundesliga | 19          | 0          |
| 2017/18 | SG Essen-Schönebeck | Duitsland | Bundesliga | 10          | 0          |
| 2018/19 | SG Essen-Schönebeck | Duitsland | Bundesliga | 13          | 0          |
| 2019/20 | SG Essen-Schönebeck | Duitsland | Bundesliga | 22          | 2          |
| 2020/21 | SG Essen-Schönebeck | Duitsland | Bundesliga | 22          | 1          |
| 2021/22 | SG Essen-Schönebeck | Duitsland | Bundesliga | 19          | 0          |
| 2022/23 | SG Essen-Schönebeck | Duitsland | Bundesliga | 22          | 0          |
| 2023/24 | SG Essen-Schönebeck | Duitsland | Bundesliga | 22          | 1          |
| 2024/25 | SG Essen-Schönebeck | Duitsland | Bundesliga | 15          | 0          |
| Totaal  | Totaal              | Totaal    | Totaal     | 191         | 4          |

Laatste update: 25 mei 2025
- Gemeinsame Normdatei: 1295736594
- Virtual International Authority File: 960169032359387720007